# ASM Belfort Hockey
L'ASM Belfort Hockey est un club français de hockey sur glace basé à Bavilliers (Territoire de Belfort) évoluant en Championnat de France de hockey sur glace loisir, le cinquième niveau national.

## Historique
Les Lions de Belfort terminent premiers de division 2 en 2007 et ont espoir d'évoluer en division 1 pour la saison 2007-2008. Faute d'une gestion rigoureuse du comité, le club doit renoncer à sa montée et est même rétrogradé en Division 3 dans le groupe E (Est). Le club met depuis l'accent sur la formation des jeunes.

### Saisons
- Division 3 en 1986-1987 (termine 3e de la poule Est)[1]
- Division 3 en 1987-1988 (termine 3e de la poule Est)[2]
- Division 3 en 1988-1989 (termine 5e de la poule Est)[3]
- Division 3 en 1989-1990 (termine 4e de la poule Est)[4]
- Division 3 en 1990-1991 (termine 1er de la poule Est et 5e de la phase Nationale Nord)[5]
- Division 3 en 1991-1992 (joue dans la poule Est)[6]
- Division 3 en 1994-1995 (termine 3e de la poule Est en entente avec Mulhouse)[7]
- Division 3 en 1995-1996 (termine 1er de la poule Est mais laisse sa place à Mulhouse en finale nationale)[8]
- Division 3 en 1996-1997 (termine 3e de la poule Est)[9]
- Division 3 en 2002-2003 (termine 2e de la poule Est et perdra le barrage Nord-Est contre Reims)[10]
- Division 3 en 2004-2005 (termine 2e de la poule Nord-Est, 2e de la phase Nationale Nord, 3e du Carré Final, accède à la D2)[11]
- Division 2 en 2005-2006 (termine 2e de la poule Est, 6e de la poule Finale)[12]
- Division 2 en 2006-2007 (termine 2e de la poule Nord, 1er de la poule Finale, gagnera la demi-finale contre La Roche sur Yon et la finale contre Brest, accède à la D1)[13]
- Division 3 en 2007-2008 (termine 2e de la poule E-Est, 1er de la poule Finale I2-Est n'est pas autorisé à jouer le Carré Final à la suite de sa rétrogradation en D3)[14]
- Division 3 en 2008-2009 (termine 2e de la poule E-Est, 1er de la poule Finale I2-Est n'est pas autorisé à jouer le Carré Final à la suite de sa rétrogradation en D3 en 2007, termine 4e du Carré Final Excellence)[15]
- Division 3 en 2009-2010 (termine 1er de la poule E-Est, 2e de la poule Finale I-Sud-Est, termine 4e du Carré Final)[16]

## Logos

## Palmarès
- Champion de D2 en 2007.